# 열등재
열등재(Inferior good, 劣等財)란 경제학에서 소비자의 실질소득이 증가할수록 수요가 감소하는 재화를 말하는 것으로, 실질소득이 증가할수록 수요도 증가하는 정상재와는 반대되는 특성을 가진다. 즉, 가격 변화에 따른 소득효과가 가격효과와 반대 방향으로 작용한다. 하급재라고도 한다. 열등재의 한종류로는 기펜재가 있다.

## 같이 보기
- 대체재